# 安迪·威廉斯
霍華德·安德魯·威廉斯（英語：Howard Andrew Williams，1927年12月3日—2012年9月25日），暱稱為安迪·威廉斯（Andy Williams），生于愛荷華州Wall Lake，美國流行樂歌手。出道至今已擁有18張金唱片、3張白金唱片，並參與過多部電視劇、電影、舞臺劇的演出。
威廉斯擅長鄉村、爵士樂、輕音樂，主唱第凡內早餐以及教父等許多膾炙人口的電影主題曲。他聲線優美，富有魅力，純樸而自然，罗纳德·里根贊譽他的聲音是「國寶」。威廉斯在密蘇里州布蘭森還擁有一座叫月河的劇院。
父母親及早年生活：
威廉斯的父親名叫Jay Emerson Williams, 生前從事保險業，母親名叫Florence Williams , 生前在郵局任職. 中學階段，威廉斯先後在愛荷華州辛辛那提的Western Hills 高中和位於洛杉磯西部的大學附屬高中（ University High school ) 就讀。

## 逝世
在2011年11月，威廉斯證實他被診斷出罹患了膀胱癌，之後在德克薩斯州，休斯頓經過化療治療之後，他和他的妻子搬到加州，麻里布租屋處，因為洛杉磯有很多癌症專家。2012年9月25日，威廉斯因為膀胱癌在密蘇里州布蘭森的家中離世。

## 電影作品
- 1944: Janie
- 1944: Kansas City Kitty
- 1947: Ladies' Man
- 1947: Something in the Wind
- 1960: The Man in the Moon
- 1964: I'd Rather Be Rich
- 1999: Dorival Caymmi (紀錄片)
- 2009: Sebring (紀錄片)

## 外部連結
- 官方網站 （页面存档备份，存于）
- BBC專訪 （页面存档备份，存于）
- Official website （页面存档备份，存于）
- 安迪·威廉斯在互联网电影资料库（IMDb）上的資料（英文）
- Kay Thompson: From Funny Face to Eloise （页面存档备份，存于） (Simon & Schuster) by Sam Irvin
- 在美国电视档案馆上的Andy Williams採訪視頻